# Мю¹ Скорпиона
Мю¹ Скорпиона (лат. μ¹ Scorpii, μ¹ Sco) — двойная звезда в созвездии Скорпиона. Имеет собственное имя — Денеб Акраб (Denebakrab) — «хвост скорпиона».
Мю¹ Скорпиона является затменной переменной звездой типа β Лиры. Оба компонента системы — бело-голубые звёзды спектрального класса B, находящиеся на главной последовательности. Главная звезда имеет массу 8,49(5) M⊙, радиус 4,07(5) R⊙, поверхностную температуру 23 725(500) К; её видимая звёздная величина 3,63m. У меньшего по массе компаньона измеренная масса 5,33(5) M⊙, радиус 4,38(5) R⊙, поверхностная температура 16 850(500) К; видимая звёздная величина 3,85m. Следует отметить, что менее массивный компонент имеет больший радиус, чем более массивный.
Общая видимая звёздная величина системы равна 2,96m, вследствие взаимных затмений с периодом 1,4462700(5) дня она уменьшается до 3,23m (при затмении главного компонента; световой поток при этом уменьшается на 20% по сравнению с фазой вне затмений) или до 3,14m (при затмении компаньона). Плоскость орбиты лежит под небольшим углом к направлению на Солнце (наклонение орбиты 65,4 ± 1°), поэтому для земного наблюдателя диски звёзд перекрываются во время прохождения лишь частично. Расстояние между центрами звёзд составляет 12,90(4) R⊙, орбита близка к круговой; амплитуды скоростей компонентов составляют соответственно 140 ± 5 км/с и 257 ± 10 км/с. Изменение периода обращения вследствие возможного обмена массой между компонентами за время наблюдений не обнаружено. Однако меньшая звезда пары, вероятно, в прошлом подверглась значительному перетоку массы с основного компонента и это существенно повлияло на её эволюцию. Возраст главного компонента оценён в 13 млн лет. Из-за взаимного приливного воздействия компоненты имеют вытянутую форму, больший по массе компонент — эллиптическую, меньший по массе — каплевидную.
Расстояние до системы, измеренное методом тригонометрического параллакса, равно 154 ± 22 пк. С ним хорошо согласуется расстояние, измеренное фотометрическим методом: 130 ± 20 пк.
Система является членом звёздной OB-ассоциации Скорпиона — Центавра и находится в нескольких градусах восточнее Верхней подгруппы Центавра — Волка (Upper Centaurus Lupus, UCL) этой ассоциации. То, что звезда является спектроскопически двойной, было обнаружено в конце XIX века (S. I. Bailey), а к классу затменно-переменных она была отнесена в 1938 году.